# Mine de Djezkazgan
La mine de Djezkazgan est une mine à ciel ouvert de cuivre et d'argent située dans l'oblys de Karaganda au Kazakhstan.